# Juzefs Petkēvičs
Juzefs Petkēvičs   (Riga, 19 de desembre de 1940 - Riga, 1 de maig de 2024) va ser un jugador d'escacs letó, que obtingué el títol de Gran Mestre el 2002, quan es proclamà campió del món sènior. Era nascut en una família d'origen polonès (el seu oncle era bisbe catòlic).
Tot i que va romandre inactiu des de l'octubre de 2016, a la llista d'Elo de la FIDE del desembre de 2021, hi tenia un Elo de 2335 punts, fet que en feia el jugador número 28 de Letònia. El seu màxim Elo va ser de 2460 punts, a la llista de juliol de 1992 (posició 503 al rànquing mundial).

## Resultats destacats en competició
Petkēvičs guanyà el campionat d'escacs de Riga el 1967, tot vencent a les tretze partides disputades. El 1967 empatà als llocs 1r-3r a Pärnu. Empatà al primer lloc tres cops al campionat absolut de Letònia (els anys 1969, 1974 i 1985). El 1980 obtingué el títol de Mestre Internacional. El 2002 va guanyar la 12a edició del campió del món sènior a Naumburg.

### Participació en competicions per equips
Petkēvičs ha participat, representant Letònia, en diverses olimpíades d'escacs:
- El 1994, al primer tauler suplent a la 31a Olimpíada in Moscou (+1 –1 =4);
- El 1996, al segon tauler suplent a la 32a Olimpíada in Erevan (+4 –1 =2);
- El 1998, al primer tauler suplent a la 33a Olimpíada in Elistà (+2 –0 =3).